# محوطه کله جوب ۱
محوطه کله جوب ۱ مربوط به کالکولیتیک است و در شهرستان دره‌شهر، بخش مرکزی، دهستان ارمو، جنوب غربی روستای کله جوب علیا واقع شده و این اثر در تاریخ ۹ بهمن ۱۳۸۶ با شمارهٔ ثبت ۲۰۷۴۰ به‌عنوان یکی از آثار ملی ایران به ثبت رسیده است.